# Pokrajina Carbonia - Iglesias
Pokrajina Carbonia - Iglesias (v italijanskem izvirniku Provincia di Carbonia-Iglesias [provìnča di karbònja iglèzjas], v sardinščini Provintzia de Carbonia-Igresias [provìncja de karbònja igrèzjas]), je ena od osmih pokrajin, ki sestavljajo italijansko deželo Sardinija. Zavzema tudi otočje Sulcis. Meji na severu s pokrajino Medio Campidano, na vzhodu s pokrajino Cagliari, na jugu in na zahodu s Sredozemskim morjem.

## Večje občine
Glavno mesti sta Carbonia in Iglesias, ostale večje občine so (podatki 2010):
| Občina               | Prebivalcev |
| -------------------- | ----------- |
| Carbonia             | 29.764      |
| Iglesias             | 27.493      |
| Sant'Antioco         | 11.630      |
| Domusnovas           | 6.430       |
| Carloforte           | 6.420       |
| San Giovanni Suergiu | 6.040       |
| Portoscuso           | 5.268       |
| Gonnesa              | 5.161       |

## Naravne zanimivosti
V pokrajini so največji italijanski rudniki premoga. Prav ob najbogatejšem od teh je zraslo eno od dveh glavnih mest pokrajine, Carbonia, ki se po premogu tudi imenuje (it. carbone [karbòne] = premog). Premogovniki so bili sicer zaprti v sedemdesetih letih dvajsetega stoletja, a ime je ostalo. Podobno so ostala tudi drugod po Sardiniji nekatera imena (Argentiera, Montiferru), ki spominjajo na rudno bogastvo otoka. Srebrno rudo so tod kopali že stari Rimljani in rudnike svinca, železa in bakra so pred njimi izkoriščali že Feničani (deseto stoletje pr. n. št.). Vsi ti rudniki so bili izčrpani in zaprti v devetdesetih letih preteklega stoletja. Od velikega rudnega bogastva Sardinije se danes še pridobiva le zlato, a še to dejavnost upravljajo tuji investitorji.
Glavno zaščiteno področje v pokrajini Narodni park Sulcis (Parco del Sulcis)
Glej tudi Naravne vrednote Sardinije

## Zgodovinske zanimivosti
Pokrajina ima dve glavni mesti, ker sta ob njeni ustanovitvi leta 2005 obe mesti bili enako pomembni. Iglesias je bilo sicer zgodovinska prestolnica področja, a Carbonia se je bilo v zadnjih letih najbolj razvilo in uveljavilo. Zato je bilo določeno, da bodo nekateri pokrajinski uradi v enem kraju in nekateri v drugem. Tako je v Carboniji sedež Predsedstva in Pokrajinske Zbornice ter uradov Zdravstvene Službe. Vsi ostali pokrajinski uradi so v Iglesiasu.